# Trachurus delagoa
Trachurus delagoa är en fiskart som beskrevs av Nekrasov, 1970. Trachurus delagoa ingår i släktet Trachurus och familjen taggmakrillfiskar. Inga underarter finns listade i Catalogue of Life.